# 841 Arabella
A 841 Arabella (ideiglenes jelöléssel 1916 AL) a Naprendszer kisbolygóövében található aszteroida. Max Wolf fedezte fel 1916. október 1-én.